# 아톤
아톤(Aton, Aten)은 파라오 아크나톤이 만든 유일신 종교의 태양신이다. 태양 모양의 원반의 형상을 띠고 있다. 본디 태양신 '라'의 한 측면이었을 뿐이었으나, 파라오 아멘호테프 4세( 후에 아크나톤으로 개명)에 의해 유일신 종교의 신으로 떠오르게 되었다. 아크나톤이 지은 시 '아텐을 향한 찬송가'에 따르면, 아크나톤은 아텐을 창조주, 생명의 부여자, 세상을 돌보는 자로 찬미하고 있다. 아텐과 직접적으로 관련된 창조신화는 존재하지 않고, 다만 '사자의 서'에만 그 이름이 등장한다. 아텐 신앙은 '호렘헤브'에 의해 근절되었다.

## 개요

### 역사
태양 원반의 모습을 띤 아텐의 모습은 12왕조 시대에 '시누헤의 서'에서 처음으로 등장한다. 이 책에서는 죽은 왕이 하늘로 날아올라, 태양 원반과 결합한다는 내용이 나온다. 태양신으로서의 아텐은 아멘호테프 3세 때부터 주로 숭배받기 시작하였으며, '라'와 비슷한 매의 머리를 가진 남성의 모습으로 등장하였다. 아멘호테프 4세에 이르러, 아텐은 이집트의 국교로 지정되어 가장 중요하고 유일한 신으로 떠오르게 되었으며, 아멘호테프 4세는 그와 아텐과의 연결성을 나타내기 위하여 그의 이름을 '아텐에게 사랑받는 자' 라는 의미인 '아크나톤'으로 개명하기까지 하였다.

### 모습
아텐의 완전한 이름은 '라 호라크티, 지평선에서 떠오르는 자, 태양 원반에 쓰여있는 빛의 이름을 가진 자'이다. 이러한 내용은 당시 도시 아마르나의 경계를 표시하기 위한 표시석에 쓰여져 있다. 이 긴 이름은 종종 '라 - 호루스 - 아텐' 또는 그저 '아텐'으로 불렸다. 아텐의 신성은 더 오래된 신들의 힘이 모두 합성된 것으로 종종 이해되었으며, 그는 보통 남성성과 여성성을 동시에 나타내는 것으로 알려졌다.
모든 피조물들은 아텐으로부터 비롯되었으며, 아텐과 함께 존재하는 것으로 생각되었다. 이와 같은 유일신 신앙은 아텐을 특정한 사람의 형상으로 나타내지 않고, 태양 원반의 모양으로만 표현하게 하였다.

### 변화
또한 아마르나 시대에는 큰 변화가 일어나게 되었는데, 신의 이름이 파라오의 이름과 같이 '카르투슈' 안에 쓰여지게 된 것이다. 라 - 호루스 (주로 라 - 호라크티로 불린다)는 라와 호루스의 합성된 신이다. 아마르나 시대에 이르러, 이와 같은 합성은 태양신의 힘의 근원으로 인식되었는데, 가장 주요한 발현이 결국 태양원반의 '아텐' 신이다.

## 어원
이집트의 고왕국 시대에, '아텐'이라는 단어는 '원반'을 뜻하는 명사였다. 당시 태양은 '낮의 원반'이라고 불리며 태양신 라가 들어가 군림하는 곳으로 여겨졌다. 후에 중왕국 시대에 와서야, 특히 아케나톤의 통치 하에 이 아텐이라는 신이 본격적으로 등장하게 되었다.
아텐의 이름은 오직 파라오만이 쓰던 이름 표기법인 '카르투슈' 안에 들어가 있는데, 이는 아크나톤이 자기자신과 아텐 신을 동일시 하기 위해 고의적으로 시도한 표현법이라고 생각된다. 이는 아텐 숭배를 곧바로 자신을 숭배하는 것으로 연결짓기 위해서로 시도되었으나, 당시 백성들은 그저 파라오를 아텐의 종으로 여기며, 세속적 권력인 파라오보다 더 상위의 존재로 아텐을 인식하게 되는 계기가 되었다.

## 종교
아텐의 대한 신앙의 기본원리는 아케나톤의 무덤 벽에 쓰여져 있다. 아텐 종교에 따르면, 밤은 어둡고 공포가 가득한 시간이며, 모든 것은 아텐이 직접 내려다 볼 수 있는 태양과 햇빛의 가호 아래 잘 이루어질 수 있다고 믿었다. 아텐은 모든 피조물에 관심을 가지며, 나일 강을 스스로 창조한 것으로 생각되었다. 아텐 신의 햇살은 오직 왕가의 생명만을 보호하고 지탱해 주었으며, 왕가를 제외한 나머지 생명들은 오직 아케나톤과 그의 부인 네페르티티의 신앙심에 의해 유지되는 것으로 간주되었다.
아텐이 직접 말한 것으로 알려진 예시로는 단 하나가 있다, "살아있는 아텐이 이르길, '내 햇살이 비추며....."
선한 사람이 죽으면, 그는 빛의 도시 '아케타텐'에서 살아있을 때의 호사를 누리며 영원히 살 수 있는 것으로 여겨졌다. 아텐이 의인화되어 표현되지 않았던 가장 주요한 이유는 그가 창조의 영역을 이미 넘어선 것으로 여겨졌기 때문이다. 차가운 돌로 된 벽에 그의 모습을 함부로 새기기에는 그가 너무나 신성했기 때문이다. 왕은 주로 단독으로 아텐 신의 가호를 받고 있는 모습으로 그려졌고, 아텐 신의 모습은 동물과 인간의 모습을 초월한 것으로 여겨졌다.
아케나톤은 그를 아텐 그자체와 동일시하지 않고, 스스로를 아텐의 아들이라고 칭하였는데, 이는 스스로를 호루스 신과 동일하다고 여긴 선대 파라오들과는 확실히 구분되는 조치였다. 이같은 행동은 아텐 신이 오직 하나만 존재하는 유일신이라는 신앙을 뒷받침하기 위해서였던 것으로 추정된다.

## 숭배

### 주요 성지
아텐을 모셨던 주요 신앙은 '아케타텐'을 핵심적인 중심지로 삼았고, 테베와 헬리오폴리스에서도 그에 대한 숭배가 이루어졌다. 아텐 신앙의 핵심 교리들은 아마르나의 돌무덤의 벽에 새겨져 있다. 아텐을 모시는 신전은 다른 신들에게 바쳐진 신전들과 확실히 그 모습을 달리했는데, 훨씬 더 다양한 색조의 기둥들과 함께, 지붕이 없는 형태를 기본적으로 갖고 있었다고 한다. 입구들은 상인방이 사라졌으며 문지방이 더 높아졌다. 신전 안에는 그 어떤 신상도 허용되지 않았고, 아텐은 오직 태양 원반과 햇살로만 표현되었다. 대신 신전의 벽들과 기둥들은 아케나톤과 그의 가족들의 아텐 신의 가호를 받는 모습과 생명을 받는 모습들로 장식되었기 때문에 더 단순하지는 않았다. 사제들은 아텐에게 많은 양의 공물을 바치지 않았고, 아텐 신전은 별도로 백성들에게 세금을 걷지 않았다.
아텐을 모시는 여인들은 특별히 선발되어 아케타텐에 있는 태양 신전에서 아텐에게 숭배를 드렸다.
아텐 신전에서는, 다른 이집트 신전과는 다르게 매일 정화, 의복을 입히는 의식 등이 이루어지지는 않았으며, 대신 하루에 몇 번씩 향을 피웠으며 아텐에 대한 찬가는 하프 음악과 함께 신전 내부에 울려퍼졌다.
아텐은 당시 고대 이집트에서의 태양신의 개념이 변하여 생겨난 신이었다. 태양신 라의 대부분의 힘들과 권위, 권력들을 물려받았지만, 라와는 다르게 오직 한 측면만 존재하며 유일하게 존재하는 신이었다. 아텐은 우주의 유일신이었고, 광휘를 통하여 우주 곳곳에 빛과 생명을 비추어 질서를 유지시킨다는 개념이 바로 아텐 신앙의 핵심 내용이었다. 아텐은 아케나톤의 손을 통하여 우주의 모든 생명체들에게 은혜를 나누어주는 존재로 묘사되었고, 아텐이 인류에게 베풀어주는 사랑과 은혜는 무한하다고 가르쳤다. 아래 내용은 아케나톤의 찬가이다.

"아텐께서는 허리를 숙이시어 지상의 창조물들을 굽어살피신다. 그는 하늘의 왕좌에서 모두를 내려보시는 분이시다. 그는 모두를 위해 빛나시고, 모두를 위해 따뜻한 햇빛과 비를 내려주신다. 그 분은 태어나지 않은 아기와 아이들을 돌보아 주신다. 신의 아들이신 아케나톤께서는 그 분께 요청하신다. '아텐이시여, 당신의 창조물을 들어올리시어 우리가 당신의 완벽함을 찬미할 수 있게 해주소서.....'"

### 아텐신의 변모
아텐신은 동물적, 인간적 형태인 다른 이집트의 신들과는 달리, 태양 원반에서 뻗어나오는 햇빛의 형태로 구현되었고, 그 햇빛 중 하나인 생명의 상징 '앙크'를 쥐고 있는 모습으로 표현되었다.. 또 아텐은 평화와 은혜의 신으로 여겨졌다.

### 아마르나 미술
사실을 있는 그대로 드러내는 태양빛의 성질을 본받기 위하여, 아케타톤 통치하의 미술에서도 사실적인 표현을 해 아마르나 시대의 미술 양식은 「아마르나 양식」이라고 불려 다른 시대의 이집트 미술과는 구별을 분명히 한 것이 되고 있다.

## 아케타텐
14개의 표지석들이 아케타텐의 경계를 구분하기 위해 설치되었다. 아케타텐은 현재 '아마르나'라는 지명을 갖고 있으며, 각각의 표지석들은 도시를 세웠다는 공표와 함께 왕실 가족들이 아텐 신의 가호를 받는 모습이 새겨져 있다. 아케나톤은 그의 도시가 지어지는 모습을 직접 보기 위하여 자주 전차를 타고 순찰을 돌았는데, 아케나톤은 그의 통치 동안 고대 이집트의 수도로 아케타텐을 새롭게 선포하였다. 도시는 '왕의 길'이라는 도로가 중앙을 가로질러 곧바로 왕궁으로 연결되었으며, 도시가 한번에 계획도시로 지어졌기 때문에, 모든 도시의 배치는 아케나톤의 구상과 정확히 일치했으며, 모든 도시의 주요 건물들은 아텐 신에게 바쳐졌다.

## 건축

### 도시
아케타텐에 세워진 건물들과 신전들은 다른 이집트의 도시들과 그 형식을 달리했다. 도시의 난간들은 아케나톤의 모습을 형상화하여 지어졌으며, 왕비와 공주들이 아텐 신을 섬기고 있는 모습이 도시의 계단, 제단, 화로 등에 새겨졌다. 도시에서 발견된 난간들의 잔해들은, 처음에는 그저 기념용 돌기둥으로 여겨졌으나 나중에는 그것들이 발견된 위치와 함께 문양이 새겨져 있는 모습들로 인하여 그 것들이 난간의 용도로 쓰여졌음을 알 수 있었다.

### 신전
아텐에게 바쳐진 신전들은 모두 통풍이 잘되는 형태로 지어졌으며, 건물 안으로 들어오는 햇빛의 양을 극대화하기 위하여 지붕의 면적을 최소한으로 줄였다. 가축 우리와 농경지들이 아텐에게 바칠 제물로 쓰이기 위해 신전 근방에서 길러졌다. 두 개의 거대한 신전들이 아케타텐의 중심부를 이루었다. 이 중 더 큰 신전은 도시의 북쪽에 위치해 있었는데, 이 신전은 약 24만 제곱미터의 면적을 자랑했으며, 지붕이 없는 열려있는 형태를 가지고 있었다. 아텐은 근본적으로 모든 곳에 임하여 있었고, 모든 것들의 근원이었기 때문에 다른 이집트의 신들처럼 동물이나 인간 모습의 신상을 갖지 않았고, 신전의 제단에는 오직 태양을 상징하는 황금 원반과 그에서 뻗어나오는 햇살만이 모셔져 있었다.

## 아케나톤의 죽음과 종교개혁의 실패

### 종교개혁의 실패
아케나톤은 아텐의 대신관과 예언자로 여겨졌고, 그의 통치 동안 아텐 종교의 가장 핵심적인 전파자 역할을 하였다. 아케나톤이 죽은 이후 왕위에 오른 그의 아들, '투탕카멘'은 원래의 아문 신앙을 부활시켰고, 고대 종교를 되돌렸다. 이같은 변화는 그의 이름에서도 찾아볼 수 있는데, 본디 '투탕카텐'이었던 이름에서 '투탕카멘'으로 개명한 것에서 아문 신앙으로의 복귀를 알 수 있다. 아텐 신앙의 중심지 아케타텐은 아케나톤이 죽은 이후 버려졌는데, 이는 당시 이집트의 백성들이 진심으로 아텐을 모신 것이 아니라, '아텐이라는 신을 모시는 왕과 왕비'만을 숭배했음을 알 수 있다.
아케나톤 사후에도 아텐 신앙은 약 10년간 더 이어졌다. 사실 투탕카멘은 아텐 신앙을 탄압하지는 않았고, 그저 아텐이 유일한 신이라는 믿음을 부정하고 다른 신들을 이집트의 만신전에 다시 돌려놓았을 뿐이었다. 투탕카멘은 아케나톤 통치기간 동안 파괴된 신들의 신전들을 복구하고, 옛 파라오들의 만신전을 복원시켰다. 이같은 변화는 아케나톤이 이집트의 진정한 신들을 버렸고, 이 것이 신들의 분노를 불러와 이집트를 위험에 빠뜨리게 했다는 대중적인 믿음에 기초하였다.

### 유일신기원설
프로이트는 아케나톤의 치세 기간과 출애굽의 해로 추정되는 연대가 거의 같은 것을 근거로, 아텐이 같은 유일신교인 유태교의 신 야웨의 원형으로 보는 설을 주창했다.

## 같이 보기
- 아크나톤
- 투탕카멘
- 테베
- 유일신
- 유희왕